# Truita a la francesa
La truita a la francesa és la truita d'ous que un cop quallat l'ou es deixa tal qual o es farceix. El farcit es pot posar amb l'ou quallat per una banda just abans de plegar-la, o amb les dues bandes quallades i llavors farcir-la i plegar-la. Es sempre una truita plegada. I el farcit queda més o menys integrat si es posa amb el quallat a una cara o després de quallar-la a les dues. Tradicionalment es diu truita a la francesa a la que és plegada sense farciment. Però si el farciment es posa al plegat també és una truita a la francesa, en oposició a la truita a la espanyola, en que l'ou es barreja amb el farciment, i per acabar de coure-la cal tombar la truita